# Xã Viking, Quận Marshall, Minnesota
Xã Viking (tiếng Anh: Viking Township) là một xã thuộc quận Marshall, tiểu bang Minnesota, Hoa Kỳ. Năm 2010, dân số của xã này là 156 người.